# Саутвелл (Ноттингемшир)
Саутвелл (англ. Southwell) — небольшой город в неметрополитенском районе Ньюарк-энд-Шервуд в церемониальном графстве Ноттингемшир в Англии.

## История
Впервые Саутвелл упоминается в 956 году как владение архиепископа Йоркского. Много веков Саутвелл принадлежал архиепископам. В 1108 году в нем началось строительство Саутвеллского собора, которое завершилось к 1300 году. Рядом с ним был построен архиепископский дворец, от которого до настоящего времени сохранились лишь развалины.
К XVIII веку Саутвелл был центром ткачества и вязания чулочно-носочных изделий. Однако он не стал крупным промышленным центром, и поэтому его население росло медленно: в 1801 году в нем было 2300 жителей, а к середине XX века оно не превышало 3500 жителей. 
Затем, с развитием автомобилизации, Саутвелл стал «спальным» городом, где стали селиться люди, работающие в Ноттингеме и Мансфилде, и население города возросло. Он также является важным туристическим центром.